# Triakinae
Triakinae – podrodzina ryb chrzęstnoszkieletowych z rodziny mustelowatych (Triakidae).

## Podział systematyczny
Do podrodziny należą następujące rodzaje:
- Mustelus Linck, 1790
- Scylliogaleus Boulenger, 1902 – jedynym przedstawicielem jest Scylliogaleus quecketti Boulenger, 1902
- Triakis Müller & Henle, 1838